# 諾維基 (科澤列齊區)
50°56′55″N 31°6′19″E / 50.94861°N 31.10528°E
諾維基（烏克蘭語：Новики），是烏克蘭北部的村莊，隸屬切爾尼希夫州的切爾尼希夫區。該村始建於1632年，面積0.47平方公里，海拔高度113米，2001年人口193，人口密度每平方公里408人。